# 日維茨湖
49°43′11″N 19°11′49″E / 49.71972°N 19.19694°E

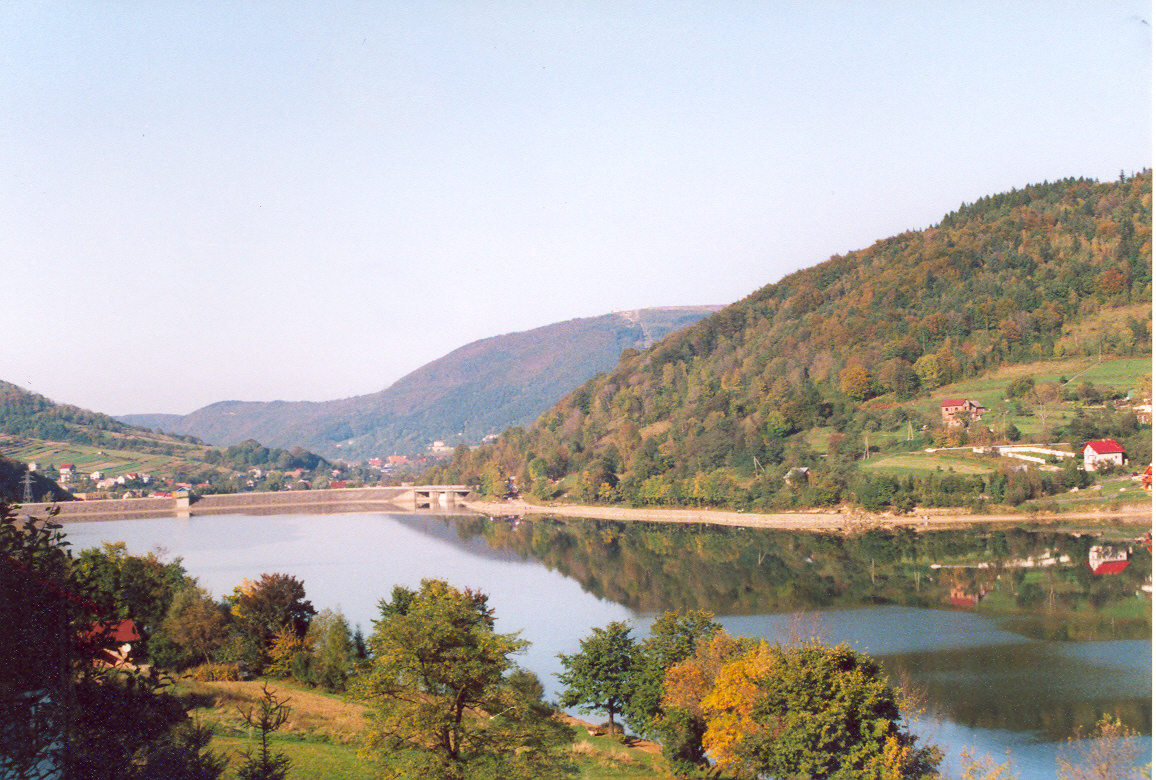

日維茨湖是波蘭的水庫，位於該國南部西里西亞省，處於索瓦河，毗鄰日維茨，面積10平方公里，平均水深8.6米，最大水深26.8米，蓄水量9,460萬立方米。